# Necrophagist
Necrophagist war eine deutsche Death-Metal-Band aus Gaggenau. Der Name der Band leitet sich ab von „Nekrophagie“ und bedeutet „Esser der Toten“. Die Band galt international als eines der führenden Technical-Death-Metal-Projekte.

## Geschichte
Die Band wurde 1992 von Muhammed Suiçmez gegründet. Der damals 17-jährige Musiker (geboren am 28. November 1975 in Karlsruhe als Sohn türkischer Eltern) hatte aufgrund der ablehnenden Haltung seiner Eltern autodidaktisch das Gitarrenspielen erlernt. Noch im Gründungsjahr wurde das erste Demo „Requiems of Festered Gore“ aufgenommen, drei Jahre später eine Demo namens „Necrophagist“. Nach diesen stilistisch von Bands wie Morbid Angel, Atheist oder Death beeinflussten Demoaufnahmen entstand 1999 das erste Studioalbum des Projekts: Onset of Putrefaction. Dieses Album realisierte Suiçmez, nachdem kurz vor den Aufnahmen sämtliche Bandmitglieder die Gruppe verlassen hatten, nahezu im Alleingang, spielte fast alle Gitarren- und Bassspuren selbst ein, übernahm das Drum-Programming wie den Gesang. Sämtliche Texte und die Musik stammten ebenfalls von ihm (Suiçmez gibt an, diese bereits im Alter von 14 bzw. 18 Jahren geschrieben zu haben). Trotz der im Selbstverlag üblichen geringen Auflage wurde das Album in der Undergroundszene relativ bekannt und Plattenfirmen bekundeten erstes Interesse an Suiçmezs Projekt.
Ohne die Unterstützung eines Labels steigerte sich die Bekanntheit der Band dadurch, dass sie im Vorprogramm von Metal-Gruppen wie Cannibal Corpse, Napalm Death oder Sinister zu sehen war und auf internationalen Festivals bis in die USA vertreten war.

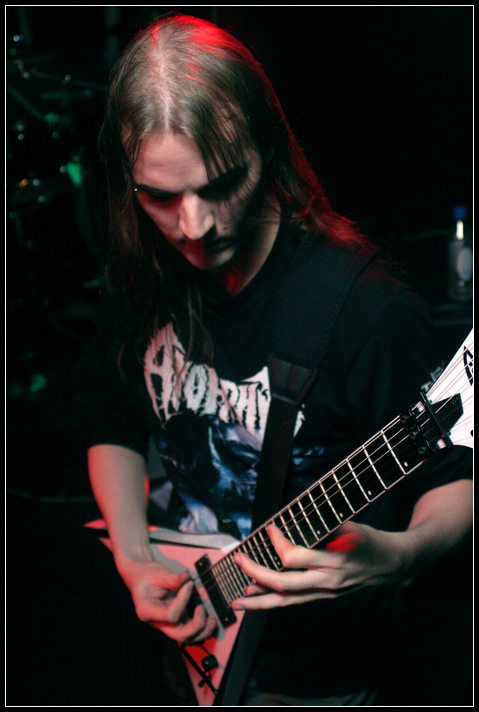
Sami Raatikainen bei einem Konzert in London (2006)

2002 trat Christian Münzner (jetzt Spawn of Possession und Alkaloid) als zweiter Gitarrist in die Band ein. Das zweite Album von Necrophagist, Epitaph, erschien 2004 schließlich bei dem US-amerikanischen Independent-Label Relapse Records. Hierzu wurde das Line-up mit Stefan Fimmers (Bass) und Hannes Großmann (Schlagzeug) komplettiert. 2006 erschien auch ein Notenbuch bzw. Tabulaturbuch zum Album. Ebenfalls 2004 übernahmen Relapse Records und Willowtip Records auch den weltweiten Vertrieb einer um weitere Tonspuren ergänzten Wiederveröffentlichung des ersten Albums Onset of Putrefaction. Dieses beinhaltete zudem zwei Bonustracks von einem 1995er Demotape der Gruppe.
Münzner verließ 2006, Großmann (anschließend Obscura, inzwischen Alkaloid) 2007 die Band und die beiden wurden durch Sami Raatikainen (Gitarre) und Marco Minnemann (Schlagzeug) ersetzt. Letzterer wurde 2008 wiederum von Romain Goulon ersetzt.
Necrophagist tourte 2006 und 2007, nachdem Suiçmez 2005 eine schwere Krankheit, über die nichts Näheres bekannt wurde, überwunden hatte, in den USA sowie in Europa als Co-Headliner bekannter Metal-Touren. 
Suiçmez steht mit Necrophagist 2007 immer noch bei Relapse Records unter Vertrag, als Gitarrist ist der Musiker vertraglich an Ibanez Gitarren gebunden, die ihrerseits Musikinstrumente mit dem Künstler bewerben.
Im April 2016 deutete Romain Goulon in einer Veröffentlichung auf Facebook den „Tod“ der Band an.

## Diskografie

### Alben
- 1999: Onset of Putrefaction
- 2004: Epitaph

### Demos
- 1992: Requiems of Festered Gore
- 1995: Necrophagist